# Fürstbischöfliches Schloss Münster

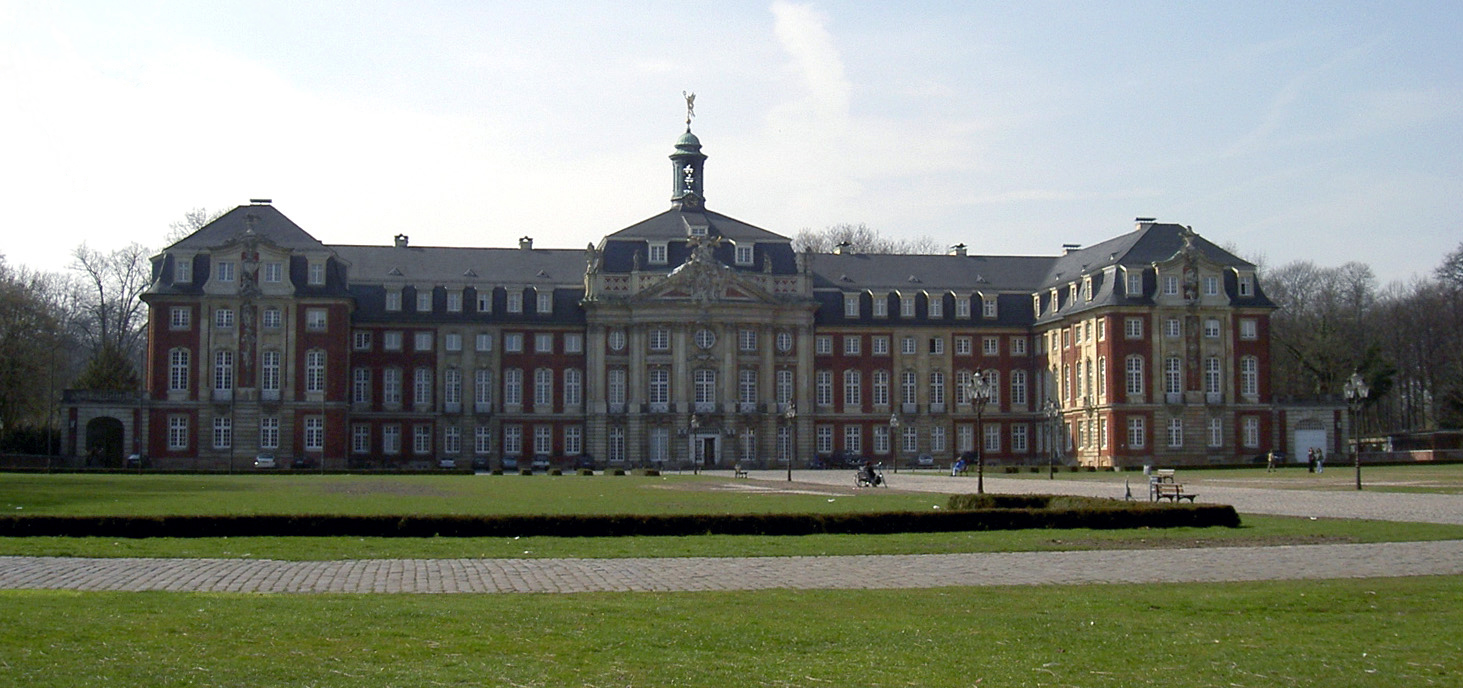
Fachada do Fürstbischöfliches Schloss Münster.

O Fürstbischöfliches Schloss Münster é um palácio alemão situado em Münster, na Vestfália. Foi construído em estilo barroco,  entre 1767 e 1787, como palácio residencial para o penúltimo Príncipe-bispo de Münster, Maximilian Friedrich von Königsegg-Rothenfels. O arquitecto foi Johann Conrad Schlaun. Desde 1954 serve de sede e símbolo da Westfälische Wilhelms-Universität (Universidade de Münster). O palácio foi construído no típico arenito de Baumberg.

## Descrição do edifício
Schlaun desenhou o palácio com a planta duma residência do alto barroco. Como material de construção escolheu a graciosa combinação de arenito de Baumberg, para as cornijas, pilastras e decorações, com tijolos vermelhos, para as superfícies planas. Sobre o piso térreo, que servia predominantemente para funções de serviço, ficava o principal andar representativo (o bel étage - belo andar), um andar residencial mais baixo e as águas-furtadas. O corpo do palácio tem uma simetria perfeita. O edifício principal, alinhado na direcção norte-sul, tem nos flancos duas alas com a mesma altura, relativamente curtas, que se estendem para oriente, formando desse modo um largo pátio de honra. No lado da cidade, todas as atenções se dirigem para a avançada secção central, a qual contém o portal principal e está coberta por um telhado mais elevado coroado por uma lanterna. A parte mais saliente, que sustenta o frontão, tem uma curvatura para dentro contrariada pelas empenas dos extremos do corpo avançado, as quais sugerem uma curvatura para fora. O frontão apresenta uma apoteose do brasão do príncipe-bispo decorada com anjos musicais. Característica especial de Schlaun é a dupla vibração côncava-convexa desta área da fachada.

## História

### História da construção

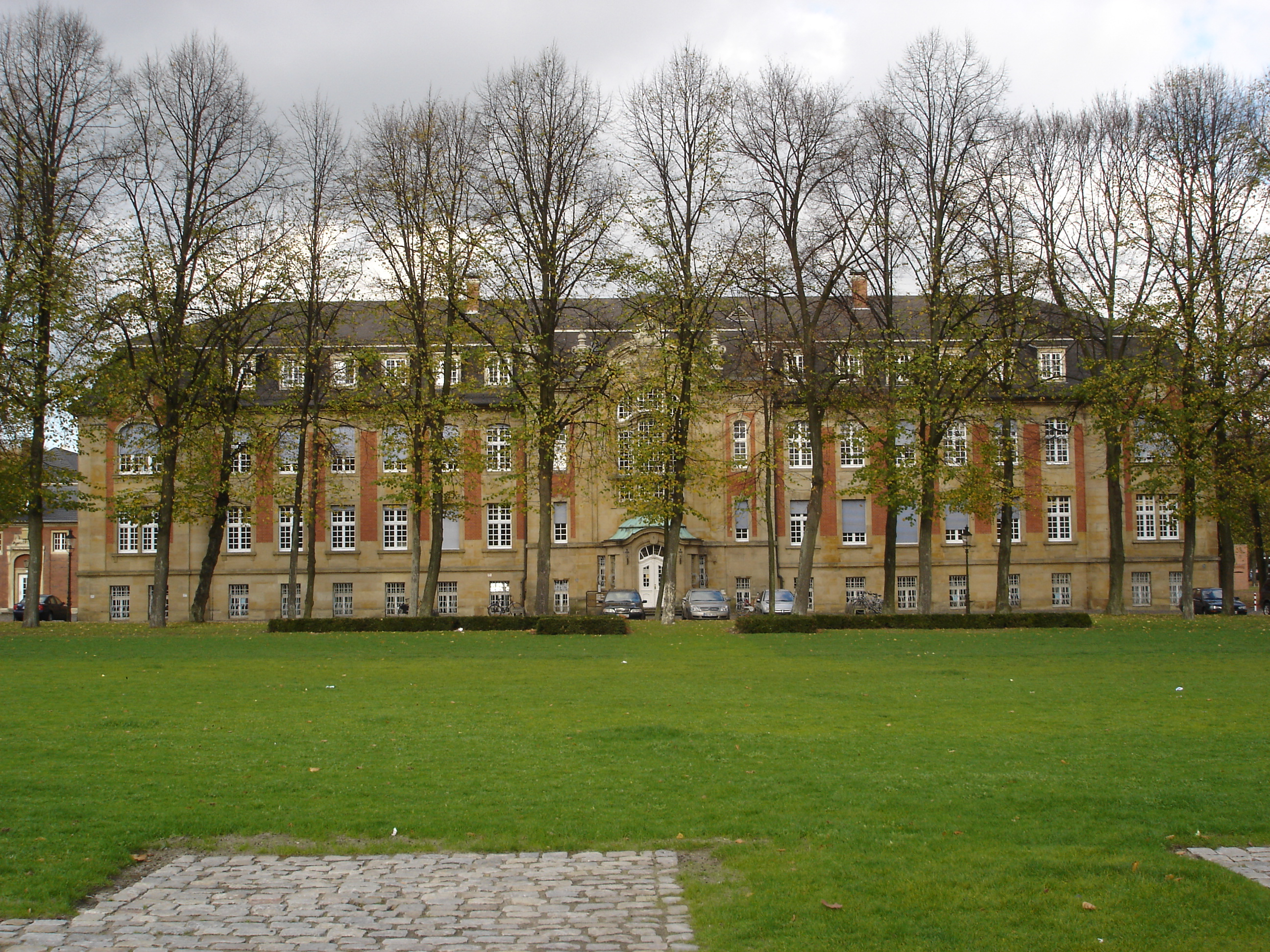
Estábulos norte, edifício que serviria de sede à presidência da Província da Vestefália.

Schlaun já havia efectuado em 1732 a primeira planta para a construção duma residência no local. Iniciados com a edificação duma igreja de mosteiro, esses planos nunca seriam concluídos.
Depois do final da Guerra dos Sete Anos e da destruição das fortificações, a cidade de Münster concedeu ao Príncipe-bispo Maximilian Friedrich von Königsegg-Rothenfels, especialmente a pedido dos nobres da cidade, permissão para construir um palácio residencial no local da antiga cidadela, obra que se prolongaria de 1767 a 1787. A primeira pedra foi colocada no dia 26 de Agosto de 1767.

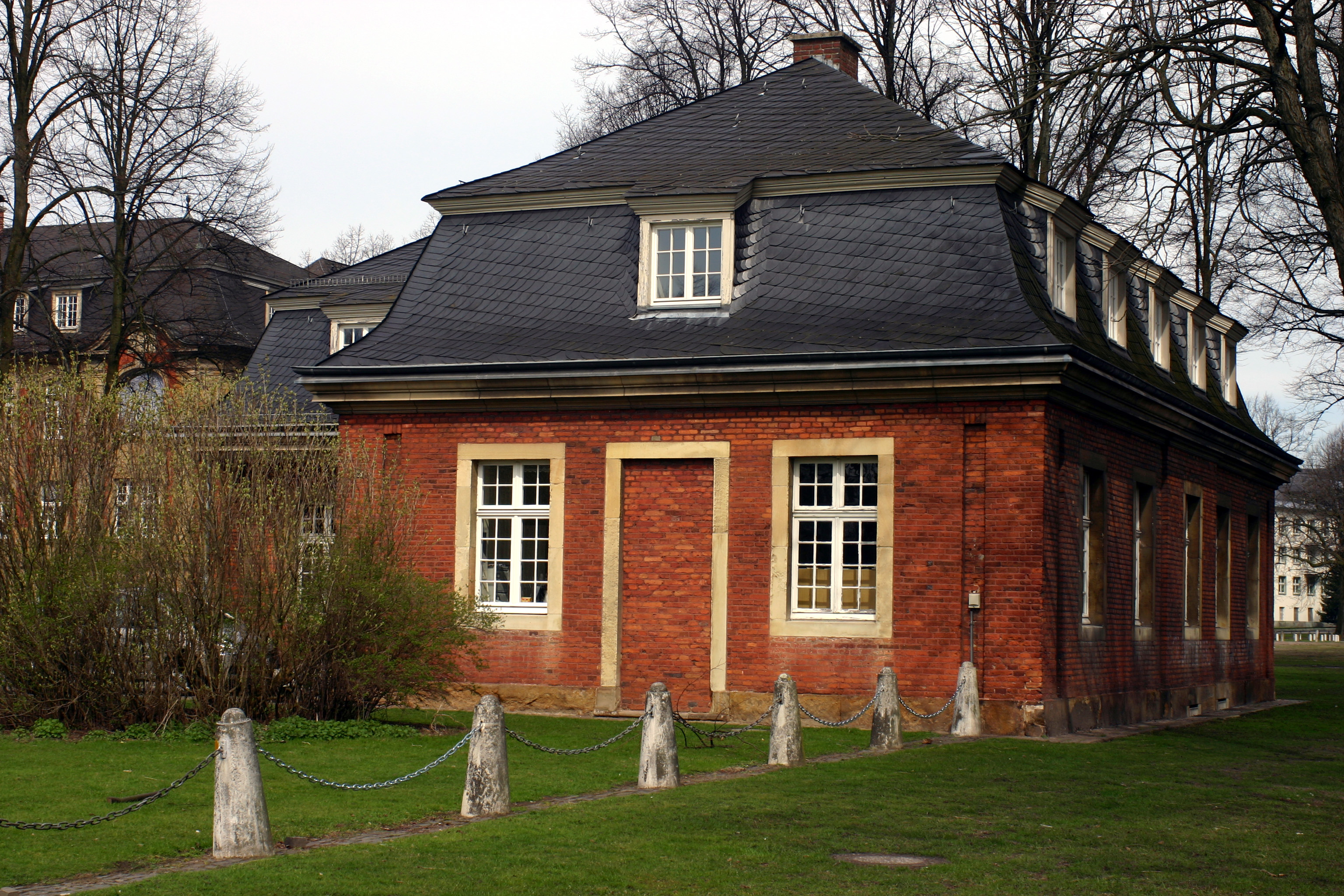
A casa do vigilante (Wachhaus) norte, sendo ambos os edifícios também conhecidos como Casas dos Cavaleiros (Cavaliershäuschen).

Para a construção do palácio, Johann Conrad Schlaun estabeleceu um plano geral, através do qual os trabalhos seriam orientados. Previu que os estábulos seriam construidos em ambos os lados do palácio, numa posição avançada em relação a este. Por trás de cada um ficariam edifícios de serviço. Na linha da frente ficariam duas casas de vigilante (Wachhäuser), também conhecidas pelo nome de Casas dos Cavaleiros (Kavaliershäuser), formando o limite do pátio de honra, enquanto a Hindenburgplatz (na época ainda chamada de Neuplatz) deveria servir como um grande espaço verde entre o palácio e a cidade. Na parte de trás do palácio, Schlaun planeou um grande jardim de acordo com as ideias francesas.
Aquando da morte de Schlaun, ocorrida em 1773, estava concluída a construção exterior do palácio, o estábulo norte e a casa do vigilante norte, assim como os interiores da ala sul. Posteriormente, a obra ficou a cargo de Wilhelm Ferdinand Lipper, um seguidor do classicismo. Este não conseguiu convencer o dono da obra a alterar o plano das fachadas, podendo apenas aplicar o estilo clássico aos interiores, actualmente já desaparecidos.
Do plano geral de Schlaun, Lipper ainda construiu a casa do vigilante sul, enquanto o estábulo e o edifício de serviço do mesmo lado não chegaram a ser edificados. O jardim do palácio por trás do edifício, planeado por Schlau com base nos modelos franceses, foi substituido por Lipper de acordo com a concepção dos parques à inglesa.

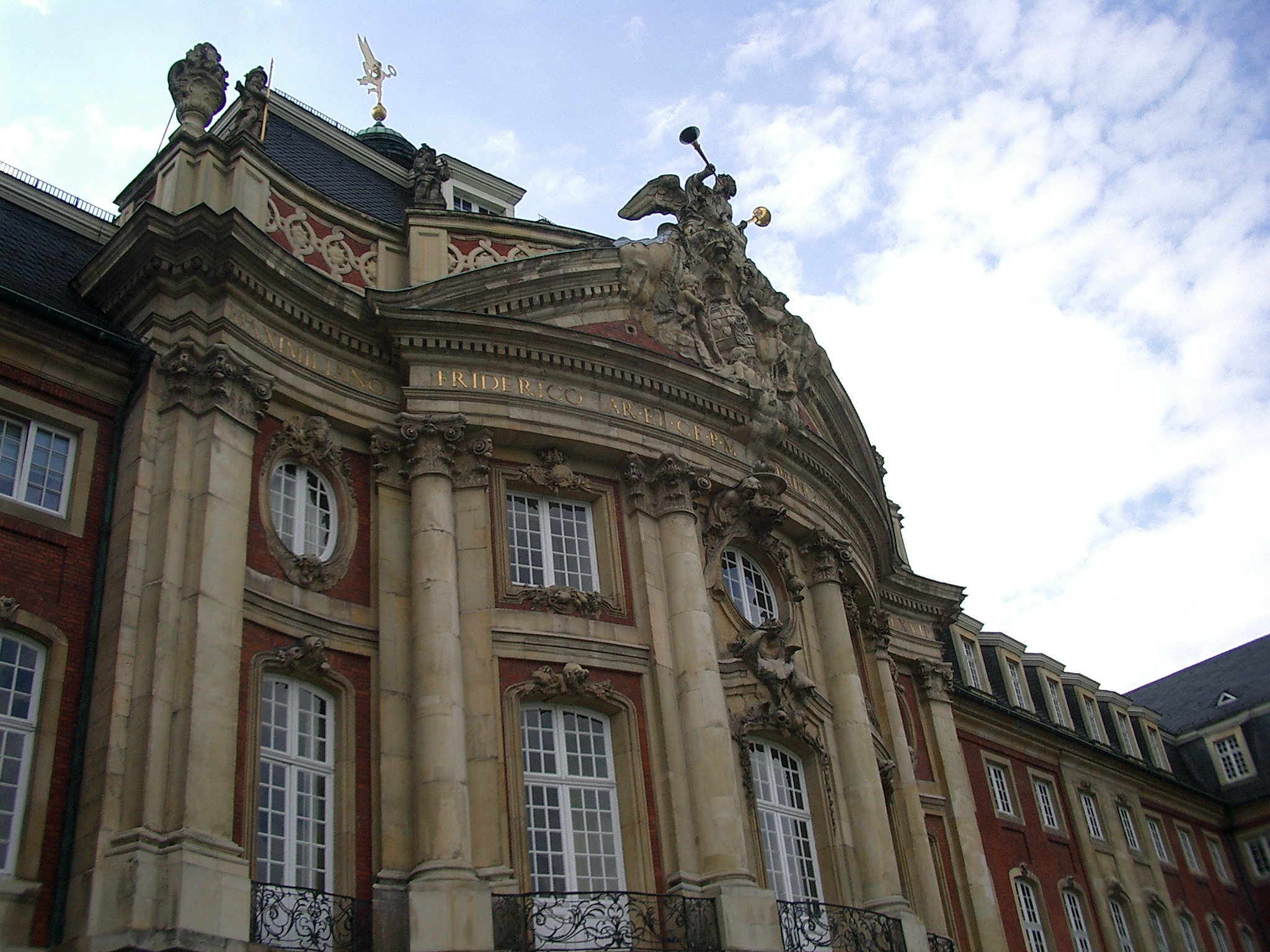
Detalhe do portal.

### Utilização como residência
O mandante da obra, o Príncipe-bispo Maximilian Friedrich, faleceu em 1784, três anos antes da conclusão do palácio. O seu sucessor, Maximilian Franz von Österreich, tal como Maximilian Friedrich enquanto Príncipe-bispo de Colónia, passou mais tempo na sua residência eleitoral de Bona do que em Münster.
Com o fim do príncipe-bispado de Münster, ditado pela Mediatização Alemã (Reichsdeputationshauptschluss), o palácio residencial perdeu as funções para as quais foi construido.
Em 1803 o palácio foi ocupado pelo governador civil prussiano Freiherr vom Stein e pelo Generalfeldmarschall Gebhard Leberecht von Blücher. A partir de 1815, o palácio passou a servir de sede, respectivamente, à presidência e ao comando geral da Província da Vestefália.

### O palácio na época do Nacional Socialismo
Em 1897 foi construído, mesmo em frente à entrada principal, um memorial em homenagem ao Imperador Guilherme I. Este monumento foi removido no dia 22 de Agosto de 1942, provavelmente para aproveitar o material no contexto da produção de armas.
Durante o período do Nacional Socialismo, o piso térreo do palácio serviu como sede dos altos gabinetes de estado. O Gauleiter da Vestefália Norte Alfred Meyer residia no segundo andar. Na cave do palácio foram construídos vários espaços de defesa anti-aérea preparados para a protecção contra o fogo. Dispunham, nomeadamente, de portas anti-fogo com painéis de chapa e de caixas alinhadas com areia e água. De Janeiro a Abril de 1943 foi realizada no palácio, com fins propagandísticos, uma exposição de arte com pinturas e trabalhos em madeira.
A Schlossplatz (praça do palácio) foi palco de vários desfiles do Gau da Vestefália Norte (uma das regiões nazis).

### Destruição durante a Segunda Guerra Mundial
Durante a Segunda Guerra Mundial o palácio foi bastante danificado. O primeiro bombardeamento, ocorrido em 1941, deixou o telhado em chamas, mas o fogo pôde ser dominado. Bombas explodidas na Schlossplatz também destruiram todos os vidros das janelas da fachada. Estes danos foram resolvidos duma forma relativamente rápida.
No dia 25 de Março de 1945, o palácio foi, mais uma vez, atingido por várias bombas incendiárias e ardeu ao longo de vários dias, uma vez que os bombeiros só podiam transportar poucas mangueiras através da estrada destruída até ao palácio. Apesar das chamas, parte do equipamento (portas, móveis, têxteis e apainelamentos das paredes) pôde ser salvo. Do palácio propriamente dito, só as fundações se mantiveram em grande parte intactas. Partes da ala norte foram entregues a artesãos logo em Novembro de 1945. Da substância histórica do edifício só foi conservada a capela palaciana, situada na ala sul. Esta está actualmente dividida entre os auditórios S1 e S2, encontrando-se preservada por coberturas de protecção. Putti de estuque presentes nas paredes e tectos denunciam a condição anterior.

### Reconstrução

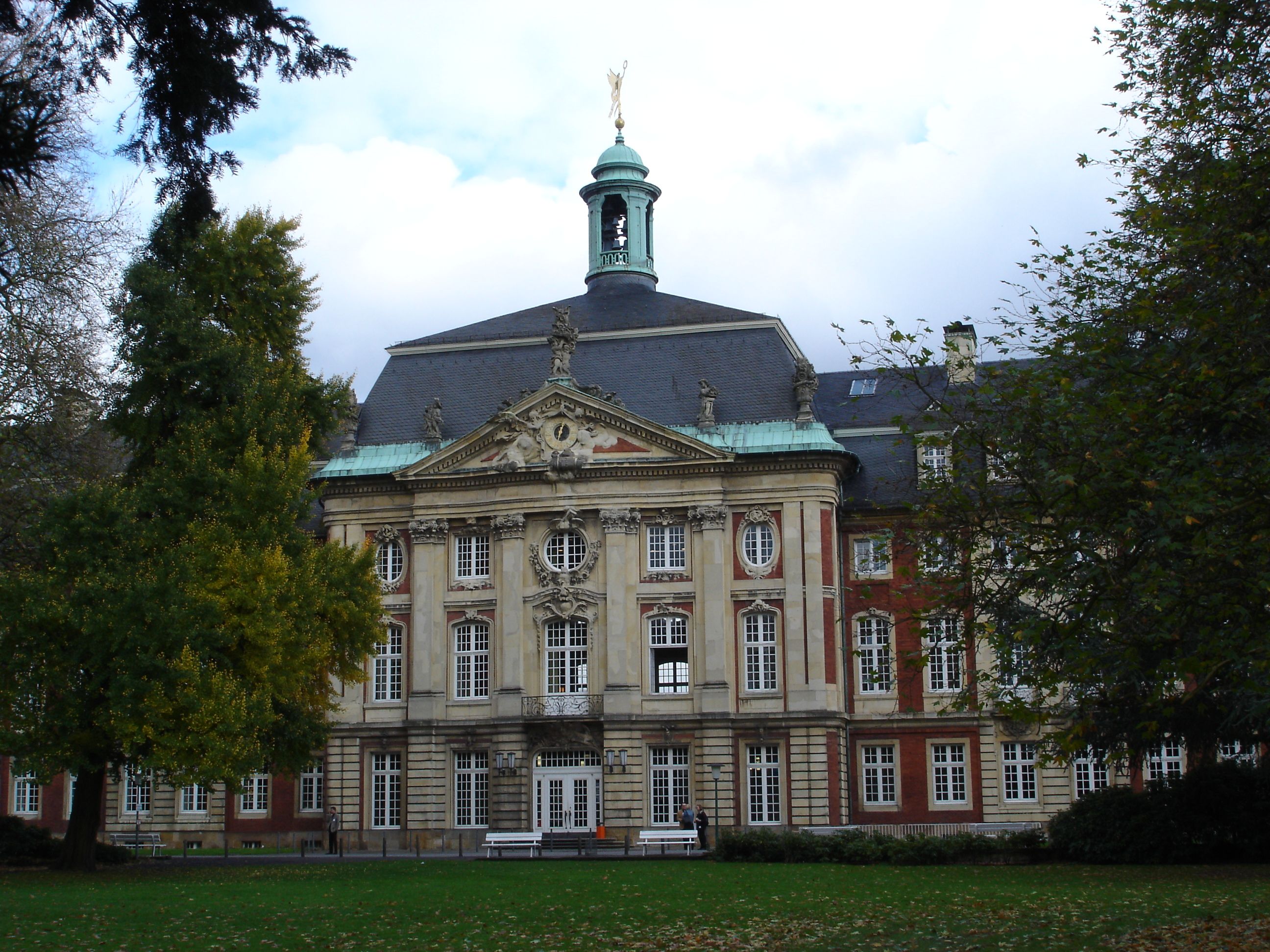
Entrada das traseiras, com Nice, a deusa da vitória, no topo da lanterna.

Depois do incêndio, todos os restos da construção ficaram à mercê das condições meteorológicas. Os planos para impermiabilizar os topos das paredes não podiam ser postos em prática porque não havia madeira para construir os andaimes. Também não era possível providenciar uma cobertura sobre o telhado.
As forças de ocupação britânicas planearam dilacerar os restos do palácio de forma a libertar espaço para o aprovisionamento das suas tropas. No entanto, este plano foi abandonado depois de fortes protestos das autoridades alemãs. A decisão teve por base o facto de todos os edifícios universitários estarem destruídos e o palácio ter sido classificado como "edifício pouco arruinado". Desta forma, em Novembro de 1946, o conservador provincial Wilhelm Rave apresentou o palácio como "edifício administrativo e de conferências da universidade estadual". Este plano previa a reutilização das paredes exteriores, não necessitando de novos alicerces para elas.
Este plano foi aprovado pelo Ministério da Reconstrução (Wiederaufbauministerium) e pelo Governo Distrital de Münster. Assim, a partir de 1946 começaram a limpar, entre outras coisas, os sítios onde ainda se encontravam paredes interiores de pé. Em Abril de 1947 foi concedida a permissão de construção formal, podendo a demolição do interior ser concluída com a ajuda de equipamento pesado agora disponível. Os planos de Rave foram desenhados pelo arquitecto Hans Malwitz e foi com essa base que as obras começaram em Agosto de 1947. Em Janeiro de 1949 foram realizadas as primeiras palestras na ala sul. A Richtfest (cerimónia que comemora a conclusão do telhado dum edifício) do palácio (com excepção do pavilhão central) teve lugar em Maio de 1949, sendo a mesma cerimónia realizada para a secção central em Julho de 1950.
Em 1954, o palácio tornou-se definitivamente sede oficial da Westfälische Wilhelms-Universität. Quando a reconstrução foi inicialmente planeada, previa a expansão do auditório S10, situado no terceiro andar, o que implicaria a dispensa da torre. Dada a oposição do conservador da região esta transformação não foi concretizada, de forma que a torre regressou ao telhado do palácio, incluindo um conjunto de sinos que pode ser ouvido desde 1954.
O custo da reconstrução foi de aproximadamente 2,5 milhões de marcos. Fotam instalados 1,9 milhões de tijolos, 50.000 telhas, 800 toneladas de cimento, 150 toneladas de cal e 1000m² de vidro.

## O palácio como parte da universidade

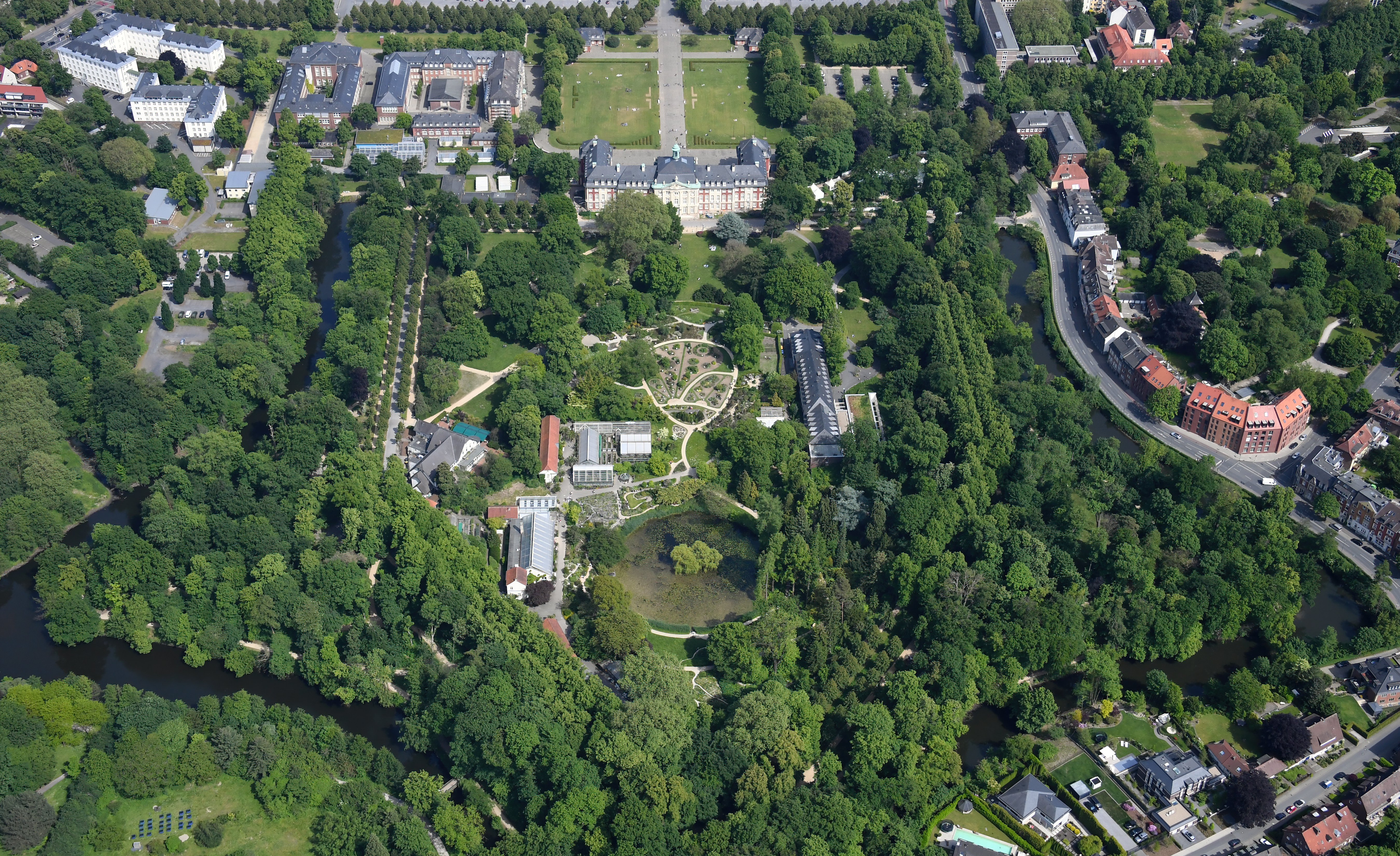
Vista aérea do jardim do palácio.

Actualmente, o Fürstbischöfliches Schloss Münster é o símbolo representativo da Westfälische Wilhelms-Universität, também se encontrando estilisticamente retratado no seu logotipo.
Quase todos os edifícios concluídos por Schlaun são utilizados pela universidade. No edifício principal estão localizados, ao lado do gabinete do reitor e da administração, os anfiteatros S1, S2, V6, V8 e V9, assim como o auditório.
Nos jardins do palácio, o Instituto de Botânica da Faculdade de Biologia criou a sua sede no final do século XIX. Ao mesmo tempo, também se encontra lá o Jardim Botânico do Instituto, assim como o Instituto de Genética e Zoologia Geral instalado no estábulo norte. A associação de estudantes da universidade também tem a sua sede no palácio, instalada na casa do vigilante sul. Por outro lado, na casa do vigilante norte estão localizadas as ciências musicais da universidade.
Na parte sul do pátio de honra, onde estava planeada a construção do estábulo sul, encontra-se um parque de estacionamento destinado aos funcionários da universidade. Contudo, é contido pela Hüfferstraße e pelo centro judicial, encerrando, desta forma, o extremo sul do complexo.

## Características especiais

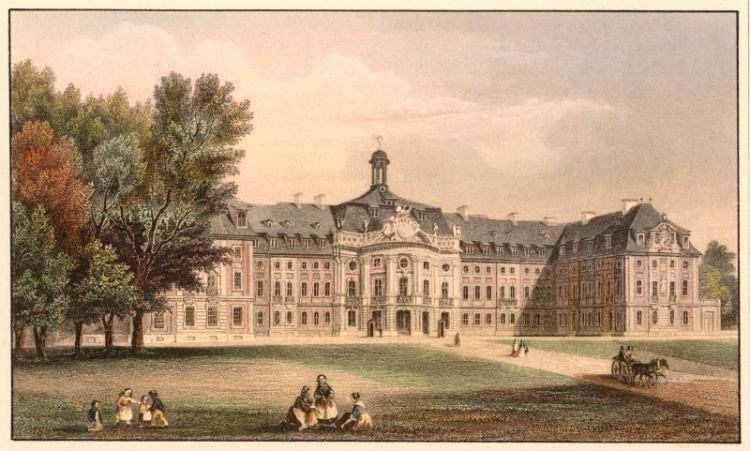
Gravura histórica, provavelmente de meados do século XIX.

Três vezes por dia ouve-se o som dos sinos do carrilhão instalado no telhado do palácio. No total, estão existem dez músicas diferentes programadas para tocar uma após outra, incluindo Üb’ immer Treu und Redlichkeit, Wir treten zum Beten e Die Gedanken sind frei. Juntamente com os temas do carrilhão, os sinos tocam a cada quarto de hora; uma vez aos 15 minutos depois da hora, duas vezes aos 30, três vezes aos 45 e quatro vezes à hora certa, momento em que soa, ainda, o mesmo número de badaladas correspondente a essa hora. Apesar de parecer parte do palácio original de finais do século XVIII, na verdade o carrilhão só foi instalado em 1954.
O átrio do palácio está adornado por duas grandes pinturas emprestadas por Rudolf Hausner (Aufruf zur Verteidigung der persönlichen Freiheit - "apelando para a defesa da liberdade pessoal") e Alfred Hrdlicka (Metamorphose der Endlösung - "Metamorfose da solução final"). No piso térreo da ala sul está pendurado Wiedertäufer-Zyklus (Ciclo Anabaptista), de Hrdlicka. As 13 folhas ilustram um dos mais sinistros capítulos da história de Münster, o domínio dos anabaptistas da década de 1530.
Outra peculiaridade é o Turnier der Sieger (Torneio do Vencedor) realizado durante os meses de Verão. Trata-se dum torneio de equitação de alta qualidade disputado pelo Westfälischer Reiterverein (Clube Hípico da Vestefália). Os obstáculos são colocados na Schlossplatz, com o cenário histórico do palácio como pano de fundo.
Três vezes por ano, durante a realização da feira popular Send, também é lançado fogo de artifício na Schlossplatz, nas noites de sexta-feira.

## Literatura
- Bernd Fischer: Münster und das Münsterland. DuMont Buchverlag Köln, 5. Auflage 1989, ISBN 3-7701-1278-4, S. 78-82
- Jürg Meyer zur Capellen (Hrsg.): Kunstraum Schloss Rhema-Verlag, 1. Auflage 2005, ISBN 3-930454-49-1
- Birgitta Ringbeck: Das Schloß zu Münster. Westfälische Kunststätten Bd. 65, Münster 1993, ISSN 0930-3952